# Formicofilia

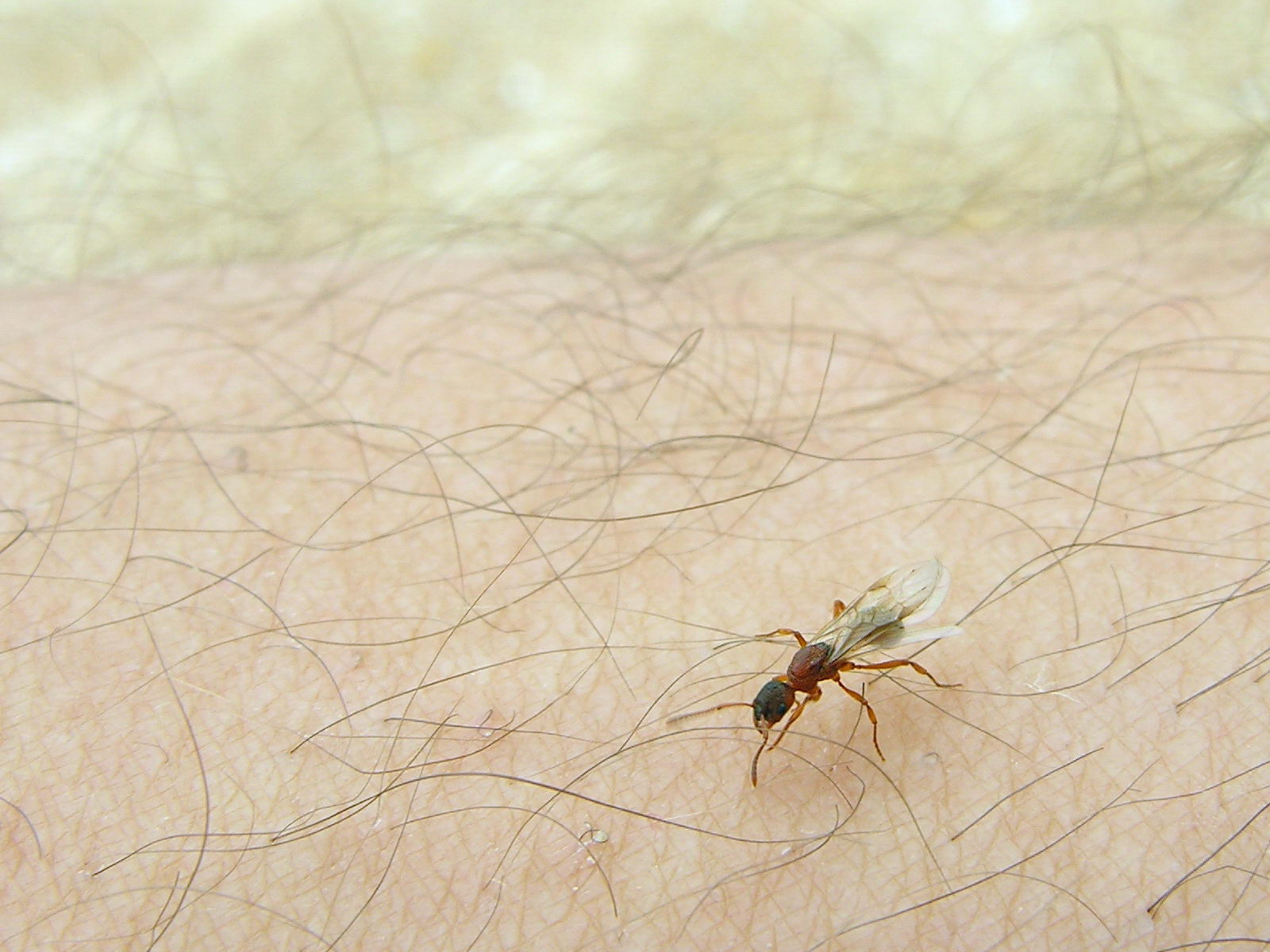
Formiga sobre pele humana.

A formicofilia é uma parafilia muito relacionada com a zoofilia. É a prática de obter prazer sexual com as picadas e o caminhar das formigas. Os que possuem esta condição disfrutam de que as formigas caminhem sobre suas genitálias, e inclusive de que entrem em seus orifícios até alcançar o orgasmo.
A formicofilia é considerada um comportamento sexual anormal e pode ser tratada com terapias comportamentais e medicamentos. O tratamento geralmente se concentra em substituir a atração pelas formigas com atividades normais e saudáveis, como relacionamentos interpessoais e atividades sociais. A formicofilia também pode estar relacionada a outras parafilias e transtornos mentais, como a zoofilia e o transtorno obsessivo-compulsivo, e deve ser avaliada por um profissional de saúde mental experiente.
Embora também se utilize para a mesma prática com outros animais pequenos, tais como rãs, caracoles ou moscas, entomofilia (no âmbito da sexualidade humana) é um termo mais correto para denominar a parafilia que inclui obter prazer sexual da interação com esta gama mais ampla de animais.